# Serra da Estrela
Serra da Estrela este o arie protejată (sit de importanță comunitară — SCI) din Portugalia întinsă pe o suprafață de 88.535,92 ha, integral pe uscat.

## Localizare
Centrul sitului Serra da Estrela este situat la coordonatele 40°25′13″N 7°31′59″W / 40.4202°N 7.533°V.

## Înființare
Situl Serra da Estrela a fost declarat sit de importanță comunitară în octombrie 1998 pentru a proteja 10 specii de plante și 27 de specii de animale.

## Biodiversitate
Situată în ecoregiunea mediteraneană, aria protejată conține 31 de habitate naturale: Ape stătătoare oligotrofe până la mezotrofe, cu vegetație de Littorelletea uniflorae și/sau de Isoëto-Nanojuncetea, Iazuri temporare mediteraneene, Cursuri de apă de la nivel de câmpie la nivel montan, cu vegetație Ranunculion fluitantis și Callitricho-Batrachion, Râuri mediteraneene cu debit intermitent, cu specii de Paspalo-Agrostidion, Pajiști umede nord-atlantice cu Erica tetralix, Pajiști umede atlantice temperate cu Erica ciliaris și Erica tetralix, Pajiști uscate europene, Pajiști alpine și boreale, Lande oro-mediteraneene cu formațiuni endemice de grozamă, Formațiuni montane de Cytisus purgans, Matorral arborescenți cu Laurus nobilis, Pajiști oro-iberice cu Festuca indigesta, Formațiuni ierboase bogate în specii de Nardus, dezvoltate pe substraturi silicioase în zone montane (și în zone submontane, în Europa continentală), Pajiști cu Molinia pe soluri calcaroase, turboase sau argilos-nămoloase (Molinion caeruleae), Liziere de ierburi înalte hidrofile de câmpie și de nivel montan până la alpin, Fânețe de joasă altitudine (Alopecurus pratensis, Sanguisorba officinalis), Mlaștini turboase de tranziție și turbării mișcătoare, Grohotișuri termofile și vest-mediteraneene, Pante stâncoase silicioase cu vegetație casmofită, Roci stâncoase cu vegetație pionieră de Sedo-Scleranthion sau Sedo albi-Veronicion dillenii, Peșteri inaccesibile publicului, Păduri termofile cu Fraxinus angustifolia, Păduri aluvionare cu Alnus glutinosa și Fraxinus excelsior (Alno-Padion, Alnion incanae, Salicion albae), Păduri de stejar galițio-portugheze cu Quercus robur și Quercus pyrenaica, Păduri de Castanea sativa, Galerii de Salix alba și de Populus alba, Galerii și tufărișuri riverane sudice (Nerio-Tamaricetea și Securinegion tinctoriae), Păduri de Quercus suber, Păduri de Quercus ilex și Quercus rotundifolia, Păduri de Ilex aquifolium, Păduri mediteraneene de Taxus baccata.
La baza desemnării sitului se află mai multe specii protejate:
- plante (10): Bruchia vogesiaca, Centaurea micrantha subsp. herminii, Centaurea rothmalerana, Festuca elegans, Festuca henriquesii, Festuca summilusitana, Marsupella profunda, Narcissus asturiensis, Narcissus pseudonarcissus subsp. nobilis, Veronica micrantha
- amfibieni (2): Discoglossus galganoi, Chioglossa lusitanica
- mamifere (11): liliac cârn (Barbastella barbastellus), Galemys pyrenaicus, vidră de râu (Lutra lutra), liliac cu aripi lungi (Miniopterus schreibersii), liliac cu urechi mari (Myotis bechsteinii), liliac cu urechi de șoarece (Myotis blythii), liliac cărămiziu (Myotis emarginatus), liliac comun (Myotis myotis), liliacul mediteranean cu potcoavă (Rhinolophus euryale), liliacul mare cu potcoavă (Rhinolophus ferrumequinum), liliacul mic cu potcoavă (Rhinolophus hipposideros)
- nevertebrate (8): fluturele-tigru (Callimorpha quadripunctaria), Coenagrion mercuriale, fluturele auriu (Euphydryas aurinia), Geomalacus maculosus, Gomphus graslinii, Macromia splendens, rădașcă (Lucanus cervus), Oxygastra curtisii
- pești (3): Chondrostoma polylepis, Cobitis paludica, Rutilus macrolepidotus
- reptile (3): Lacerta monticola, Lacerta schreiberi, Mauremys leprosa

Pe lângă speciile protejate, pe teritoriul sitului au mai fost identificate 140 de specii de plante, 7 specii de amfibieni, 15 specii de mamifere, 1 specie de nevertebrate, 1 specie de pești, 7 specii de reptile.